# Cervo (Lugo)
|  | Per a altres significats, vegeu «Cervo (Ligúria)». |

Cervo és un municipi de la província de Lugo a la Comarca da Mariña Occidental (Galícia).
| 4.838 | 4.532 | 5.069 | 9.639 | 4.978 |
| Fonts: INE i IGE (Els criteris de registre censal variaren i les dades de l'INE i de l'IGE poden no coincidir.) |       |       |       |       |

## Parròquies
- Castelo (San Xiao)
- Cervo (Santa María)
- Lieiro (Santa María)
- Rúa (Santa María)
- San Román de Vilaestrofe (San Román)
- Sargadelos (Santiago)